# Hagwon
Les hagwons (hangeul : 학원) litteralement Academie de bachotage sont des établissements privés scolaires d’aide à l’étude très coûteux en Corée du Sud, où des tuteurs préparent les élèves pour les rendre plus performants et compétitifs, surtout en mathématiques, en anglais et en sciences, en vue du suneung (l'examen d'entrée à l'université, considéré comme le jour le plus important de la vie d'un Sud-Coréen). Son obtention avec les meilleures notes permet en effet d'être admis dans les trois prestigeuses universités du pays : l'université nationale de Séoul, l'université de Corée, et l'université Yonsei, ce qui leur ouvrira toutes les portes dans leur vie professionnelle. Les enfants de tous âges fréquentent un hagwon, même ceux de maternelle. Il n'est pas rare que les écoliers soient inscrits à plusieurs hagwon en même temps qui leur enseignent des matières différentes, en plus de leur fréquentation scolaire normale, et ils y restent souvent jusqu'à 22 heures, même plus tard parfois. Beaucoup de hagwons ont aussi des adultes en tant qu'étudiants, en particulier ceux qui se consacrent à l'enseignement de l'anglais.
Bien que leur fonction la plus connue est celle de boîtes à bac où les écoliers peuvent étudier pour améliorer les notes, les hagwons ont cependant d'autres fonctions éducatives : ils fournissent des cours supplémentaires dont beaucoup d'élèves ont besoin pour suivre le programme scolaire régulier, de l'aide à ceux qui sont en retard dans le programme, des formations dans des domaines non abordés dans les écoles et des préparations pour les étudiants qui s'efforcent d'améliorer leurs résultats. Beaucoup d'autres élèves, en particulier les plus jeunes, apprennent dans les hagwons des matières telles que le piano, l'art, la natation ou le taekwondo. La plupart des jeunes enfants sud-coréens fréquentent un hagwon qui joue également un rôle social car parfois les enfants demandent à y être envoyés parce que leurs amis les fréquentent. Il existe également des hagwons pour adultes où l'on enseigne par exemple l'arrangement floral et le permis de conduire. Le terme est parfois utilisé pour décrire des institutions similaires gérés par des Coréo-Américains aux États-Unis,.
Alors que certains considèrent que les hagwons répondent à un besoin de complémentarité du système scolaire public, d'autres les voient comme créant de l'inégalité entre les pauvres et les riches en Corée du Sud,, et comme l'une des raisons importantes du taux élevé de suicide chez les Sud-Coréens de 15 à 24 ans, le plus haut parmi les pays de l’OCDE.
En 2008, il est recensé plus de 70 000 hagwons en Corée du Sud. En 2013, le marché des hagwons en Corée du Sud est estimé à près de 22 milliards $, soit 2 % du PIB du pays. En effet, les parents investissent en moyenne 800 $ par mois par enfant en frais de scolarité, soit l’équivalent de 20 % du budget familial.

## Histoire et réglementation
En 1885, le missionnaire américain Henry Appenzeller (en) fonde l'école Paichai (배재대학교) comme couverture dans son travail prosélytique. Il est en effet illégal à l'époque de prêcher d'autres religions en Corée. Bien que son but principal est alors de répandre la foi chrétienne, elle est utilisée par les Coréens pour apprendre l'anglais.
L'éducation privée, appelée gwaoe (과외), est interdite par le président Chun Doo-hwan en 1980 car il est considéré que l'enseignement privé donne un désavantage injuste aux plus pauvres. Au fil des ans, le gouvernement assoupli les restrictions imposées au privé en permettant de plus en plus à des particuliers et à des organismes d'offrir un enseignement privé jusqu'à ce que l'interdiction soit considérée comme non-constitutionnelle dans les années 1990.
Les tribunaux coréens statuent que la limitation des fonds des hagwons par le gouvernement viole la constitution. Début 2008, le gouvernement de Séoul travaille sur des changements de réglementation pour permettre aux hagwons de fixer leurs propres horaires. Cependant, il revient sur sa position cinq jours plus tard. La réglementation est critiquée comme étant inefficace en raison des ressources limitées du conseil municipal pour les faire respecter. Parallèlement à ces restrictions, les hagwons doivent également divulguer les montants de leurs frais de scolarité au gouvernement afin que les familles puissent se plaindre si les écoles tentent d'augmenter leurs prix. Les licences des hagwons attrapées en train de frauder sont annulées. Chaque hagwon est tenu d'émettre des reçus. En juillet 2009, pour aider à attraper les fraudeurs à ces nouveaux règlements, le gouvernement offre des primes aux personnes qui les signalent. La réglementation vise à réduire le coût de l'enseignement privé. Cependant, certains hagwons ajoutent des cours du week-end pour compenser les cours de semaine plus courts. Les parents cherchent alors des tuteurs privés pour rattraper le temps perdu. D'autres hagwons ignorent tout simplement la réglementation. Il est rapporté en avril 2009 que 67% des hagwons sondés ont surfacturés leurs frais de scolarité. 40% ont été accusés d'avoir facturé aux parents plus de deux fois le montant des frais de scolarité normaux.
En mars 2008, le gouvernement interdit aux enseignants de se servir de vrais questions de test dans les hagwons. Il est en effet constaté que certains enseignants font passer de vrais tests en douce et testent les questions dans les hagwons, donnant aux étudiants de ces écoles un avantage évident au moment de passer le test.
Une pétition est créée en octobre 2009 par des parents, des enseignants, des étudiants et des propriétaires de hagwon pour contester la législation du gouvernement concernant les heures de fermeture des hagwons à Séoul et à Busan. La cour constitutionnelle statue que la loi ne viole pas la constitution. Les restrictions sont mises en place à Séoul et Busan à l'été 2009,. En rendant sa décision, la cour déclare : « Parce qu'il est important de garantir le sommeil des lycéens pour surmonter la fatigue et pour leur croissance, il est difficile de dire que [l'interdiction] limite excessivement les droits fondamentaux ».
En avril 2010, il est recensés plus de 25 000 hagwons à Séoul, dont près de 6 000 dans le quartier de Gangnam. Il est également révélé qu'en dehors de Séoul, la fermeture obligatoire des hagwons à 22h00 n'est pas imposée car elle n'est pas considérée comme ayant un impact sur les frais de scolarité et ne répond pas au véritable souci de l'éducation privée. Malgré ce couvre-feu, il est signalé des tentatives pour le contourner dans les hagwons à Séoul.

## Impact sur l'immobilier
La concentration supérieure à la moyenne de hagwons dans le quartier de Gangnam (강남구), en particulier à Daechi-dong (en), est citée comme la principale raison de l'augmentation des prix de l'immobilier dans la zone. Dans les années 1970, le gouvernement de Séoul fait déménager certaines grandes écoles dans le quartier, mais celles-ci sont cependant associées à l'entrée dans les lycées et universités d'élite. De nombreux résidents estiment que leurs enfants doivent être associés à ces écoles pour réussir dans leur vie. Comme de plus en plus de parents tentent d'emménager dans le secteur pour permettre à leurs enfants de fréquenter ces écoles, les prix de l'immobilier augmentent de 300% comparé à des quartiers similaires de Séoul,. En 2003, le gouvernement annonce prévoir développer un centre de hagwons dans le quartier de Pangyo (en) pour soulager une partie de la pression sur Gangnam. Mais après de lourdes critiques pour ne faire que déplacer le problème et ne pas le résoudre, le gouvernement annule le plan quelques semaines plus tard.

## Professeurs d'anglais
Des anglophones sont embauchés dès 1883 en Corée, à l'origine par nécessité. Thomas Edward Hallifax est le premier enseignant à avoir été embauché par le gouvernement de Tongmunhak. En raison de la préférence pour les anglophones qui enseignent l'anglais, de nombreux anglophones sont toujours embauchés pour enseigner dans les hagwons en Corée. Ces écoles peuvent autant n'enseigner que l'anglais, qu'enseigner uine multitude de matières dont l'anglais. Les exigences minimales demandées aux étrangers pour ces postes d'enseignants sont : être citoyens australiens, canadiens, irlandais, néo-zélandais, sud-africains, britanniques, ou américains, avoir un casier judiciaire vierge en Corée, et un niveau d'étude bac +3 obtenu dans l'un de ces pays,. En échange de la signature d'un contrat d'un an, l'institut fournit à l'instructeur un salaire mensuel, un billet d'avion aller-retour pour son pays d'origine, généralement un loyer ou une allocation de logement pour la durée du contrat, et une « indemnité de départ » supplémentaire d'un mois à la fin du contrat.
Les propriétaires de hagwon se sont plaints du problème à trouver des enseignants vraiment qualifiés,. Un groupe d'instructeurs anglais a formé un syndicat dans un hagwon en 2005.

## Les hagwons à l'étranger

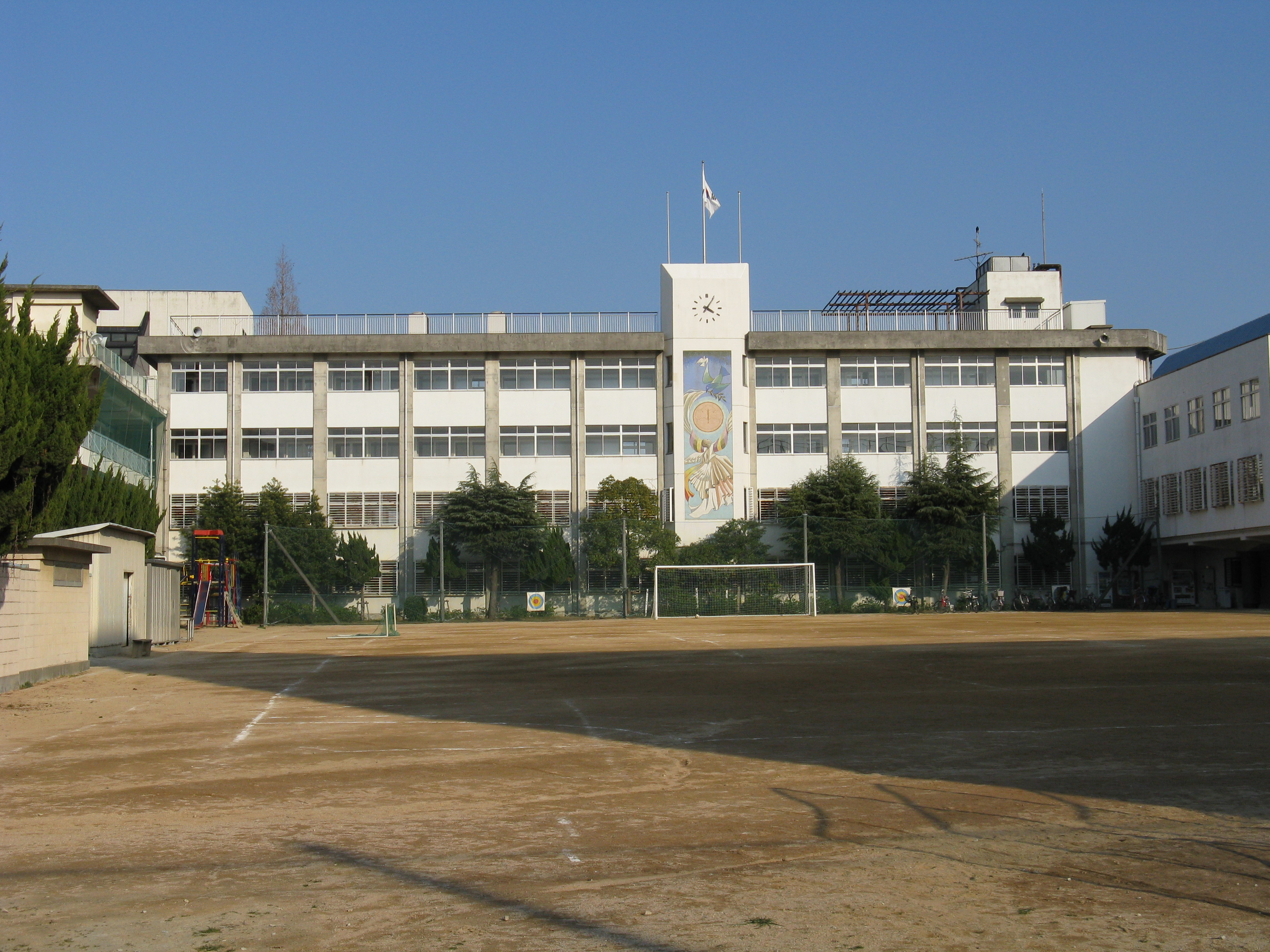
Le, situé à Osaka au Japon.

Dans certains pays anglophones, il existe des hagwons pour les habitants d'origine coréenne. En Amérique du Nord, environ 75% des écoles privées en langue coréenne sont affiliées avec des églises. En 2006, parmi les hagwons enregistrés auprès de l'Association des écoles coréennes d'Amérique, plus de 75% sont affiliés à des églises coréennes. Il existe aussi des hagwons officiels laïques et des hagwon non-officiels laïques. Les hagwons sont les équivalents des écoles japonaises complémentaires (hoshūkō) par les personnes d'origine japonaise et des buxiban pour les personnes d'origine chinoises. En 2010, chaque année, plus de 50 000 Coréo-Américains fréquentent les écoles de style coréen.
Des écoles coréennes sont également ouvertes à Hawaï après 1903, lorsque la première vague d'immigration coréenne est arrivée aux États-Unis. La génération moderne d'écoles secondaires coréennes est créée aux États-Unis dans les années 1970. À l'époque, elles sont des écoles de week-end qui ont pour mission de préserver l'identité coréo-américaine de leurs étudiants. Elles enseignent la langue coréenne, gèrent l'assimilation des enfants coréo-américains et offrent des programmes de tutorat après l'école. Il y a près de 500 écoles inscrites à l'Association des écoles coréennes d'Amérique à la fin des années 1980. À partir des années 1990, il y a aussi des « hagwons » qui sont des programmes de préparation universitaires supplémentaires comme ceux de Corée.
Kang Hee-Ryong, auteur de la thèse La suprématie blanche, la racialisation et la politique culturelle des écoles de style coréen, écrit que ces écoles ne sont « pas simplement un moyen de contre-hégémonie contre les forces racialisantes » mais plutôt le « produit d'un compromis » entre différentes générations de Coréo-Américains.